# Agria hikosana
Agria hikosana är en tvåvingeart som först beskrevs av Hiromu Kurahashi 1975.  Agria hikosana ingår i släktet Agria och familjen köttflugor. Inga underarter finns listade i Catalogue of Life.